# Staat Vietnam
De Staat Vietnam (Vietnamees: Quốc gia Việt Nam) was een staat die gezag voerde in Vietnam tijdens de eerste Indochinese Oorlog. De staat werd gecreëerd in 1949 en volledig goedgekeurd in 1950. Hun gezag telde echter enkel voor het zuiden van Vietnam, aangezien het noorden in handen was van de regering van Noord-Vietnam.
De staat was een geassocieerde staat van de Union française. 